# Магазинчик за углом
«Магази́нчик за угло́м» (англ. Shop Around The Corner) — классическая рождественская романтическая комедия Эрнста Любича, снятая по мотивам венгерской пьесы «Парфюмерия» Миклоша Ласло в 1940 году. В 1999 году фильм вошёл в Национальный реестр фильмов США как выдающийся по своим историческим и эстетическим качествам.

## Сюжет
Управляющий небольшого будапештского магазина подарков «Матушек и Ко», Альфред Кралик (Джеймс Стюарт), постоянно препирается с продавщицей этого же магазина, симпатичной девушкой Кларой Новак (Маргарет Саллаван), с которой он никак не может найти общий язык. Они оба молоды, одиноки, и оба пытаются найти своё счастье по матримониальным объявлениям в газете. И он, и она завязывают переписку с неизвестным партнёром. Каждый из них очарован и каждый надеется на романтическую встречу в рождественский вечер, которая должна решить их судьбу.
Кралик на хорошем счету у хозяина магазина (Фрэнк Морган), пользуется его расположением. Однако в результате недоразумения тот неожиданно увольняет его, несправедливо заподозрив, что у Альфреда тайный роман с его женой.
Когда Альфред приходит на назначенное свидание, оказывается, что девушка, с которой он в переписке и в которую заочно влюблён, — не кто иная, как его строптивая сотрудница, продавщица Клара Новак. Преодолев колебания, он решается подойти к ней, но девушка, увидев коллегу, снисходительно заговаривает с ним, не догадываясь, что он и есть тот самый её адресат, которого она идеализирует в мечтах.
Тем не менее к концу фильма все забавные недоразумения разрешаются, и всё заканчивается закономерным хэппи-эндом.

## В ролях
- Джеймс Стюарт — Альфред Кралик, приказчик
- Маргарет Саллаван — Клара Новак, продавщица
- Фрэнк Морган — Хьюго Матушек, владелец и управляющий магазина «Матушек и Ко»
- Феликс Брессар — Пирович, продавец
- Йозеф Шильдкраут — Ференц Вадас, продавец
- Уильям Трэйси — Пепи Катона
- Чарльз Хэлтон — детектив

## Работа над фильмом
Снимая этот фильм, Любич отдал дань воспоминаниям о Берлине своих отроческих лет, когда он, точно так же, как его герой Альфред Кралик, был служащим в магазине одежды (магазин принадлежал его отцу, С. Любичу). В книге «Ernst Lubitsch: Laughter in Paradise» Любич называет «Магазинчик за углом» лучшим фильмом, который ему удалось сделать в своей жизни.
Вскоре после окончания съёмок Любич в одном из интервью так охарактеризовал фильм: «Это не что-то крупномасштабное, а совсем небольшая камерная история, у которой, как мне кажется, есть свой шарм. И денег потрачено было немного, меньше $500 000. Фильм был снят за двадцать восемь дней. Я надеюсь, что он будет чем-то привлекателен для зрителя».

## Адаптации и ремейки
Через девять лет Роберт З. Леонард превратил ту же историю в киномюзикл с Ваном Джонсоном и Джуди Гарленд. Фильм назвали «Старым добрым летом». Сюжет был американизирован, действие перенесено в Чикаго. В этой ленте дебютировала трёхлетняя дочь Гарленд — Лайза Миннелли.
«Магазинчик за углом» послужил также основой для бродвейского мюзикла «Она меня любит» (She Loves Me) и популярного английского ситкома «Вас обслуживают?» В 1998 году по той же сюжетной канве был снят крупнобюджетный фильм «Вам письмо» с Мэг Райан и Томом Хэнксом.